# Котов, Сергей Владимирович
Серге́й Влади́мирович Ко́тов (17 марта 1982, Камышин, Волгоградская область) — российский футболист, вратарь; тренер вратарей.

## Биография

### Карьера
Начинал заниматься футболом в камышинской СДЮСШОР-2. Первый тренер — В. В. Зорков. В 1997 году в возрасте 15 лет начал играть в камышинской «Энергии», выступавшей в первой лиге. Летом 1998 года из переименованной в «Ротор» камышинской команды, выступавшей уже дивизионом ниже, перешёл в московский «Спартак», был внесён в заявку основной команды, но играл за спартаковский дубль во втором дивизионе. В 2000 году отдан в аренду в ФК «Химки», в 2000 году играл за «ДЮСШ Химки» в первенстве КФК, а в следующем году — в основной команде в первом дивизионе. 13 мая 2002 года сыграл за «Сатурн-REN TV» в одном матче премьер-лиги, выйдя на замену на 27-й минуте при счёте 0:2 в матче с «Торпедо-ЗИЛ» (1:3). В турнире дублёров играл за дубль «Сатурна», а в 2003 году — за резервный состав новороссийского «Черноморца». В 2004—2005 годах выступал за клуб второго дивизиона «Сатурн» из Егорьевска, второй круг сезона-2005 провёл в «Химках». В 2006 году провёл два матча за махачкалинское «Динамо». С 2006 по 2008 играл в иркутской «Звезде». В 2008 перешёл в «Салют-Энергию» Белгород, а в сезоне 2009 года стал основным вратарём клуба. В 2011 году отказался продлевать контракт с вылетевшим во второй дивизион «Салютом» и перешёл в другой клуб второго дивизиона «Горняк» Учалы. В сентябре 2011 года был дисквалифицирован на полгода за оказание физического воздействия на судью матча в противостоянии с «Уфой». После этого играл за «Химки-М» в третьем дивизионе (КФК) и сыграл один матч за «Химки» в Первенстве ФНЛ-2012/13. В 2013 году перешёл в тульский «Арсенал». 21 марта 2015 года, через 12 лет 312 дней после первого матча, провёл свой второй матч в премьер-лиге (против ЦСКА на МСА «Локомотив»).
В составе сборной России до 16 лет играл на чемпионате Европы 1999 года в Чехии.

#### Достижения
- Победитель Первенства ФНЛ (2): 2013/14, 2015/16
- Победитель зонального турнира второго дивизиона: 2006 (зона «Восток»)
- Победитель зонального турнира Первенства КФК: 2000 (зона «Московская область», группа «Б»)

### Личная жизнь
Женился в 2008 году. Супруга Яна (познакомились в Иркутске), сын Ярослав (2009 г. р.).